# 登喜和冷凍食品
登喜和冷凍食品株式会社（ときわれいとうしょくひん）は日本の食品メーカー。一般に鶴羽二重（つるはぶたえ）のブランド名で知られ、凍り豆腐（高野豆腐）のシェアは旭松食品、みすずコーポレーションに次ぐ業界第3位で凍り豆腐業界における大手三社の一つ。本社は長野県伊那市。営業所を東京都中央区と大阪市東淀川区に置いている。なお、企業名に冷凍食品と用いたのは、総合冷凍食品メーカーを目指すという創業者の意図によるものである。
なお、凍り豆腐メーカーとして知られる石川県金沢市地盤の羽二重豆腐との関係はない。

## 概要
創業は1926年で、当時は専ら豆腐の製造販売を行い、天竜川の伏流水を用いた豆腐は近隣の評判を得ていた。1951年11月より中古の冷凍機を入手したことがきっかけで高野豆腐の製造に着手、天竜川の地下水を用いて「鶴羽二重」のブランド名で、大阪を拠点として高野豆腐を売り出し、1980年代には関西圏を中心に笑福亭鶴光出演のCM、それと同時に藤本房子による「つーるつるつる鶴羽二重こうや豆腐」のサウンドロゴなども知られるようになり、関西圏など西日本を中心にシェアを獲得、大手三社に数えられるまでになった。
旭松食品、みすずコーポレーションと比較すると、豆腐及び豆腐加工品を中心とした食品メーカーとして舵取りを行っている。
定番の凍り豆腐の他にも「こうや豆腐ペースト」、味噌汁の具材として開発した「みそ汁用こうや」、信州大学との共同で開発した熟成豆腐チーズ「芳醇　醍醐丸」などを開発。また、業務用向けに開発した「白和えの素」「おからパウダー」、精進料理向けの「粉どうふ」なども製造している。

## 主な商品
- 鶴羽二重こうや豆腐（凍り豆腐）…天竜川伏流水による地下水を使用
- 八百屋さんが選んだおいしい豆腐
- すみっコぐらしこうや豆腐
- 信州産大豆使用高野豆腐
- みそ汁用こうや
- 玉子とじこうや
- こうや豆腐ペースト
- おからパウダー
- 芳醇　醍醐丸

など